# 笹川賞競走
笹川賞競走（ささかわしょうきょうそう）は、ボートレースのSG競走の1つ。
通称は「オールスター」。2014年からの通称名称は「ボートレース オールスター（BOAT RACE ALL STARS）」。本競走は5大SG競走GRANDE5に位置付けられている。

## 概要

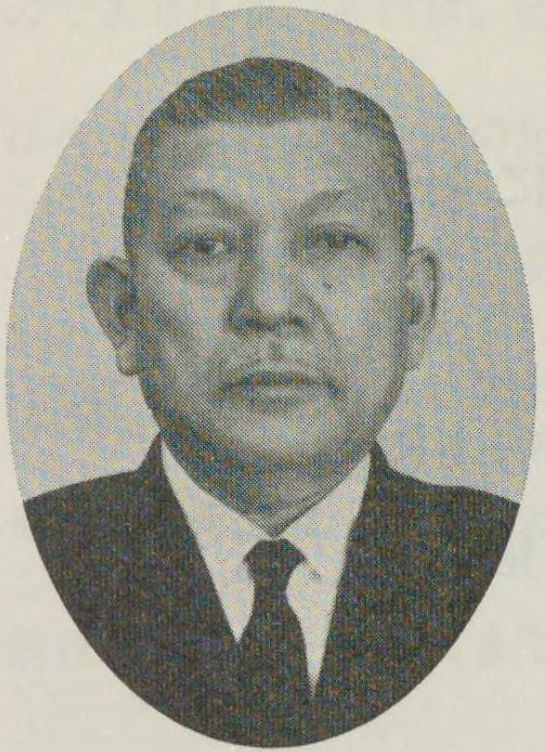
笹川良一

本競走は他のSG競走と異なり、プロ野球のオールスターゲームや競馬の宝塚記念・有馬記念、競輪のオールスター競輪と同様にファン投票によって出場選手が決定されるものであるが、下記にも記す通り前年度優勝者・グランプリベスト6・ボートレースクラシック優勝者の優先枠以外は、3枠の選考委員会推薦枠を除いた全員がファン投票選出によって選ばれる。特に初日の最終レースである第12R「ドリーム戦」は投票上位者によって決定される。ファン投票の形式での選出であることで、男女枠割り当て以前より他のSG競走と比べて多くの女子レーサーが出場している大会であるが、近年ではA1級在籍人数の男女比に基づき男女それぞれの出走枠が割り振られ選出されるようになっている。
毎年5月の最終週（開催日程によっては5月から6月に架けての月跨ぎ開催が有る）に行われる。尚、競馬の日本ダービー(東京優駿)・目黒記念の日と重なる事が多い。
下付賞があり、第34回大会まで「全国モーターボート競走会連合会会長杯」であったが、全国モーターボート競走会連合会及び各都府県のモーターボート競走会が2008年3月31日を以て解散となり、同年4月1日より日本モーターボート競走会に組織が一元化されたことを受け、第35回大会から「日本モーターボート競走会会長杯」に変更となった。
「笹川」は競艇の産みの親である笹川良一（ささかわ りょういち）の名前から取っている。

### ファン投票
1月下旬になるとファン投票の案内が発表される。投票期間は1月下旬 - 2月下旬。発表は3月上旬。ボートレースオフィシャルWEBやボートレース雑誌、スポーツ新聞各紙へ発表される。なお、初日の最終第12Rに行なわれるドリーム戦の出場メンバー選抜も兼ねているため、優先出場選手もファン投票の対象選手として取り扱っている。

### 出場資格
出典：
- 優先出場
  - 前年度優勝者
  - 前年のグランプリの優勝戦出場者（6名）
  - 直前のSG競走であるボートレースクラシックの優勝者
- 開催年前期A1級を対象にしたファン投票を行い、その獲得投票順に出場者が選出される。
- その他、選考委員会選出の選手（3名）

※選考は優先出場選手→ファン投票選手(獲得投票順)→選考委員会選出→予備選手(獲得投票順、男女別)
- 選出除外（投票者リストに入らない）
  - 前年の1月から12月末日までの出走回数160走未満の選手。（優先出場選手は免除）
  - 前々回（2年前）の本競走以降のSG優勝戦で選手責任事由によるスタート事故を起こした選手。
  - 前回（前年）の本競走以降のSG準優勝戦と前年グランプリ（トライアル・順位決定戦）で選手責任事由によるスタート事故を起こした選手。
  - 前年の1月以後に褒賞懲戒規定による出場停止処分（一部を除く）を受けた選手。
  - 産休などで投票を辞退した選手。
- 出場取消
  - 開催年のボートレースクラシックの準優勝戦および優勝戦で選手責任事由によるスタート事故を起こした選手。
  - ボートレースオールスター前検日までに褒賞懲戒規定による出場停止処分を受けた選手。（一部を除く）
  - 負傷、病気等により出場を辞退する申出があった選手。
- 優勝すると翌年の同大会への出場権を無条件で手に入れることが出来る。

## 歴史
全国地区対抗競走が廃止され、その代替として開催されるようになった。第1回大会のファン投票1位は彦坂郁雄であった。
2010年の第37回大会の選手紹介式では、新鋭リーグ・女子リーグのオリジナルファンファーレが発表された。
2011年の第38回大会は東日本大震災の被災地支援競走としてこの年の最初のSG大会として開催し総売上げの1割を被災地に送った。女性レーサーが初めてドリーム戦に出場し1着となり、その後優出した（6着）。
2013年の第40回大会は、事前のファン投票に於いて中村亮太選手がファンに配る投票用のマークシートの自分の欄を予め塗り潰したものを配布すると言うファンに対しての不正行為を行なったことにより、2年間出場停止処分を受けた。
2014年の第41回大会ではSG最高記録となる女性レーサー12人が選出され、2日目第1Rにはオール女子戦も組まれた。
2015年の第42回大会は薄暮競走で開催され、さらに女性レーサーの選出数がファン投票の対象となる選手の男女比を勘案して制限されるようになった。
2019年の第46回大会は天皇の退位等に関する皇室典範特例法により、新元号（令和）初のSG競走となった。同時に優勝者がこの年から新設したボートレースバトルチャンピオントーナメントへの出場権を得られるシステムが新たに加わった。
2020年の第47回大会は新型コロナウイルス（COVID-19）の感染拡大と、改正・新型インフルエンザ等対策特別措置法に基づく緊急事態宣言の発令に伴い、無観客開催措置が取られた（開催地・ボートレース住之江が立地する大阪府及び隣接する京都府・兵庫県は5月21日に緊急事態措置が解除されたが、ボートレース住之江の無観客措置解除は6月10日にずれ込んだ）。
2021年の第48回大会は2021年4月28日に持続可給付金不正受給問題より懲戒処分を受け、選出除外となり、繰り上がりで出場したレーサーがいた。2年連続のナイターSGとして福岡県のボートレース若松で開催されたが、この年も緊急事態宣言の発令中の大会となった。しかも初日は荒天に伴い中止・順延となり、翌水曜日に初日を開催、月曜日に優勝戦が行われたものの、目標の170億円を大幅に上回る総売上188億3271万6200円、かつ最終日の月曜日だけで41億円を超える売り上げとなった。同競走の売上188億円超えは、2004年（尼崎、194億5570万7800円）以来、17年ぶりであった。
2023年の第50回大会から、優勝戦と準優勝戦のスタート事故の罰則期間が2倍になり、優勝戦は2年・準優勝戦は1年、SG競走の選出から除外されることとなった。
スピードクイーンメモリアルの新設に伴ってレディースオールスターが5月に開催されることとなるため、2024年の第51回大会からファン投票はレディースオールスターと同時に行われることとなった。

## 歴代優勝者
出典はボートレースオフィシャルWEBにあるボートレースオールスターの各回ページより。★印はファン投票第１位で出場して優勝。
| 回数 | 開催年             | 優勝戦日 | 開催場 | 優勝者     | 優勝者    | 優勝者 | 優勝者        | 優勝者 | 優勝者 | 優勝者     |
| 回数 | 開催年             | 優勝戦日 | 開催場 | 選手名     | 登録 番号 | 年齢   | 住所 所属支部 | 枠番   | コース | 決まり手   |
| ---- | ------------------ | -------- | ------ | ---------- | --------- | ------ | ------------- | ------ | ------ | ---------- |
| 1    | 1974年（昭和49年） | 5月7日   | 住之江 | 野中和夫   | 2291      | 30     | 大阪          | 3      | 5      | -          |
| 2    | 1975年（昭和50年） | 5月6日   | 常滑   | 北原友次   | 1481      | 35     | 岡山          | 1      | 3      | 抜き       |
| 3    | 1976年（昭和51年） | 5月7日   | 住之江 | 野中和夫★  | 2291      | 32     | 大阪          | 3      | 5      | -          |
| 4    | 1977年（昭和52年） | 5月8日   | 住之江 | 加藤峻二   | 1485      | 35     | 埼玉          | 2      | 4      | まくり     |
| 5    | 1978年（昭和53年） | 5月8日   | 住之江 | 彦坂郁雄   | 1515      | 37     | 千葉          | 3      | 3      | まくり     |
| 6    | 1979年（昭和54年） | 5月8日   | 住之江 | 中道善博   | 2096      | 30     | 徳島          | 6      | 2      | 差し       |
| 7    | 1980年（昭和55年） | 5月9日   | 住之江 | 中道善博   | 2096      | 31     | 徳島          | 4      | 1      | 逃げ       |
| 8    | 1981年（昭和56年） | 5月8日   | 住之江 | 貴田宏一   | 976       | 46     | 岡山          | 5      | 4      | まくり     |
| 9    | 1982年（昭和57年） | 5月7日   | 住之江 | 常松拓支   | 1686      | 43     | 大阪          | 2      | 1      | 逃げ       |
| 10   | 1983年（昭和58年） | 5月8日   | 住之江 | 彦坂郁雄   | 1515      | 42     | 千葉          | 2      | 6      | 差し       |
| 11   | 1984年（昭和59年） | 5月4日   | 浜名湖 | 今村豊     | 2992      | 22     | 山口          | 2      | 6      | 差し       |
| 12   | 1985年（昭和60年） | 5月7日   | 住之江 | 井上利明   | 1962      | 43     | 大阪          | 3      | 4      | 差し       |
| 13   | 1986年（昭和61年） | 5月7日   | 住之江 | 新田宣夫   | 2401      | 38     | 愛媛          | 1      | 4      | まくり     |
| 14   | 1987年（昭和62年） | 5月7日   | 尼崎   | 野中和夫★  | 2291      | 43     | 大阪          | 6      | 2      | 2M差し     |
| 15   | 1988年（昭和63年） | 5月8日   | 住之江 | 安岐真人   | 1864      | 43     | 香川          | 2      | 4      | まくり     |
| 16   | 1989年（平成元年） | 5月9日   | 下関   | 黒明良光   | 2090      | 41     | 岡山          | 3      | 6      | まくり差し |
| 17   | 1990年（平成2年）  | 5月8日   | 住之江 | 野中和夫   | 2291      | 46     | 大阪          | 6      | 2      | 2M差し     |
| 18   | 1991年（平成3年）  | 5月8日   | 住之江 | 野中和夫   | 2291      | 47     | 大阪          | 6      | 3      | まくり     |
| 19   | 1992年（平成4年）  | 5月7日   | 住之江 | 中道善博   | 2096      | 43     | 徳島          | 6      | 2      | 差し       |
| 20   | 1993年（平成5年）  | 5月25日  | 丸亀   | 野中和夫★  | 2291      | 49     | 大阪          | 2      | 3      | まくり差し |
| 21   | 1994年（平成6年）  | 5月31日  | 戸田   | 福永達夫   | 2205      | 46     | 山口          | 5      | 1      | 逃げ       |
| 22   | 1995年（平成7年）  | 5月29日  | 浜名湖 | 服部幸男   | 3422      | 24     | 静岡          | 4      | 4      | まくり差し |
| 23   | 1996年（平成8年）  | 5月27日  | 児島   | 松井繁     | 3415      | 26     | 大阪          | 6      | 6      | 恵まれ     |
| 24   | 1997年（平成9年）  | 5月27日  | 常滑   | 植木通彦   | 3285      | 29     | 福岡          | 6      | 3      | まくり     |
| 25   | 1998年（平成10年） | 5月24日  | 桐生   | 山崎智也   | 3622      | 24     | 群馬          | 6      | 4      | 恵まれ     |
| 26   | 1999年（平成11年） | 5月23日  | 蒲郡   | 濱村芳宏   | 3295      | 32     | 徳島          | 1      | 1      | 逃げ       |
| 27   | 2000年（平成12年） | 5月28日  | 蒲郡   | 熊谷直樹   | 3200      | 35     | 北海道        | 1      | 1      | 逃げ       |
| 28   | 2001年（平成13年） | 5月20日  | 浜名湖 | 松井繁     | 3415      | 31     | 大阪          | 6      | 5      | まくり差し |
| 29   | 2002年（平成14年） | 6月2日   | 尼崎   | 西島義則   | 3024      | 40     | 広島          | 6      | 3      | まくり差し |
| 30   | 2003年（平成15年） | 6月1日   | 平和島 | 平石和男   | 3251      | 36     | 埼玉          | 6      | 6      | まくり差し |
| 31   | 2004年（平成16年） | 5月30日  | 尼崎   | 上瀧和則   | 3307      | 36     | 佐賀          | 1      | 1      | 逃げ       |
| 32   | 2005年（平成17年） | 5月29日  | 常滑   | 植木通彦   | 3285      | 37     | 福岡          | 1      | 1      | 逃げ       |
| 33   | 2006年（平成18年） | 5月28日  | 戸田   | 山崎智也★  | 3622      | 32     | 群馬          | 1      | 1      | 逃げ       |
| 34   | 2007年（平成19年） | 6月3日   | 住之江 | 瓜生正義   | 3783      | 31     | 福岡          | 1      | 1      | 抜き       |
| 35   | 2008年（平成20年） | 6月1日   | 平和島 | 井口佳典   | 4024      | 30     | 三重          | 5      | 5      | まくり差し |
| 36   | 2009年（平成21年） | 5月31日  | 福岡   | 瓜生正義   | 3783      | 33     | 福岡          | 2      | 2      | 差し       |
| 37   | 2010年（平成22年） | 5月30日  | 浜名湖 | 岡崎恭裕   | 4296      | 23     | 福岡          | 6      | 5      | 抜き       |
| 38   | 2011年（平成23年） | 5月29日  | 尼崎   | 池田浩二   | 3941      | 33     | 愛知          | 1      | 1      | 逃げ       |
| 39   | 2012年（平成24年） | 5月27日  | 浜名湖 | 井口佳典   | 4024      | 34     | 三重          | 1      | 1      | 逃げ       |
| 40   | 2013年（平成25年） | 5月26日  | 福岡   | 新田雄史   | 4344      | 28     | 三重          | 5      | 3      | 差し       |
| 41   | 2014年（平成26年） | 6月1日   | 福岡   | 菊地孝平   | 3960      | 35     | 静岡          | 2      | 2      | 差し       |
| 42   | 2015年（平成27年） | 5月31日  | 大村   | 山崎智也   | 3622      | 41     | 群馬          | 1      | 1      | 逃げ       |
| 43   | 2016年（平成28年） | 5月29日  | 尼崎   | 平本真之   | 4337      | 32     | 愛知          | 1      | 1      | 逃げ       |
| 44   | 2017年（平成29年） | 5月28日  | 福岡   | 石野貴之   | 4168      | 34     | 大阪          | 1      | 1      | 逃げ       |
| 45   | 2018年（平成30年） | 5月27日  | 尼崎   | 中島孝平   | 4013      | 38     | 福井          | 1      | 1      | 逃げ       |
| 46   | 2019年（令和元年） | 5月26日  | 福岡   | 吉川元浩   | 3857      | 46     | 兵庫          | 1      | 1      | 逃げ       |
| 47   | 2020年（令和2年）  | 5月31日  | 住之江 | 篠崎仁志   | 4477      | 32     | 福岡          | 1      | 1      | 逃げ       |
| 48   | 2021年（令和3年）  | 5月31日  | 若松   | 峰竜太 ★   | 4320      | 36     | 佐賀          | 1      | 1      | 逃げ       |
| 49   | 2022年（令和4年）  | 5月29日  | 宮島   | 原田幸哉   | 3379      | 46     | 長崎          | 3      | 3      | まくり差し |
| 50   | 2023年（令和5年）  | 5月28日  | 芦屋   | 石野貴之   | 4168      | 40     | 大阪          | 1      | 1      | 逃げ       |
| 51   | 2024年（令和6年）  | 5月26日  | 多摩川 | 定松勇樹   | 5121      | 23     | 佐賀          | 1      | 1      | 逃げ       |
| 52   | 2025年（令和7年)   | 6月1日   | 丸亀   | 佐藤隆太郎 | 4847      | 30     | 東京          | 1      | 1      | 逃げ       |

通算最多優勝は野中和夫の6回。次点は、中道善博と山崎智也の3回。

## 開催予定
- 第53回大会 2026年（令和8年）5月26日 - 31日  ボートレース浜名湖[17]